# Tolv vrede mænd
Tolv vrede mænd (originaltitel: 12 Angry Men) er en amerikansk film fra 1957 instrueret af Sidney Lumet. og med Henry Fonda i hovedrollen.